# Naddniestrze

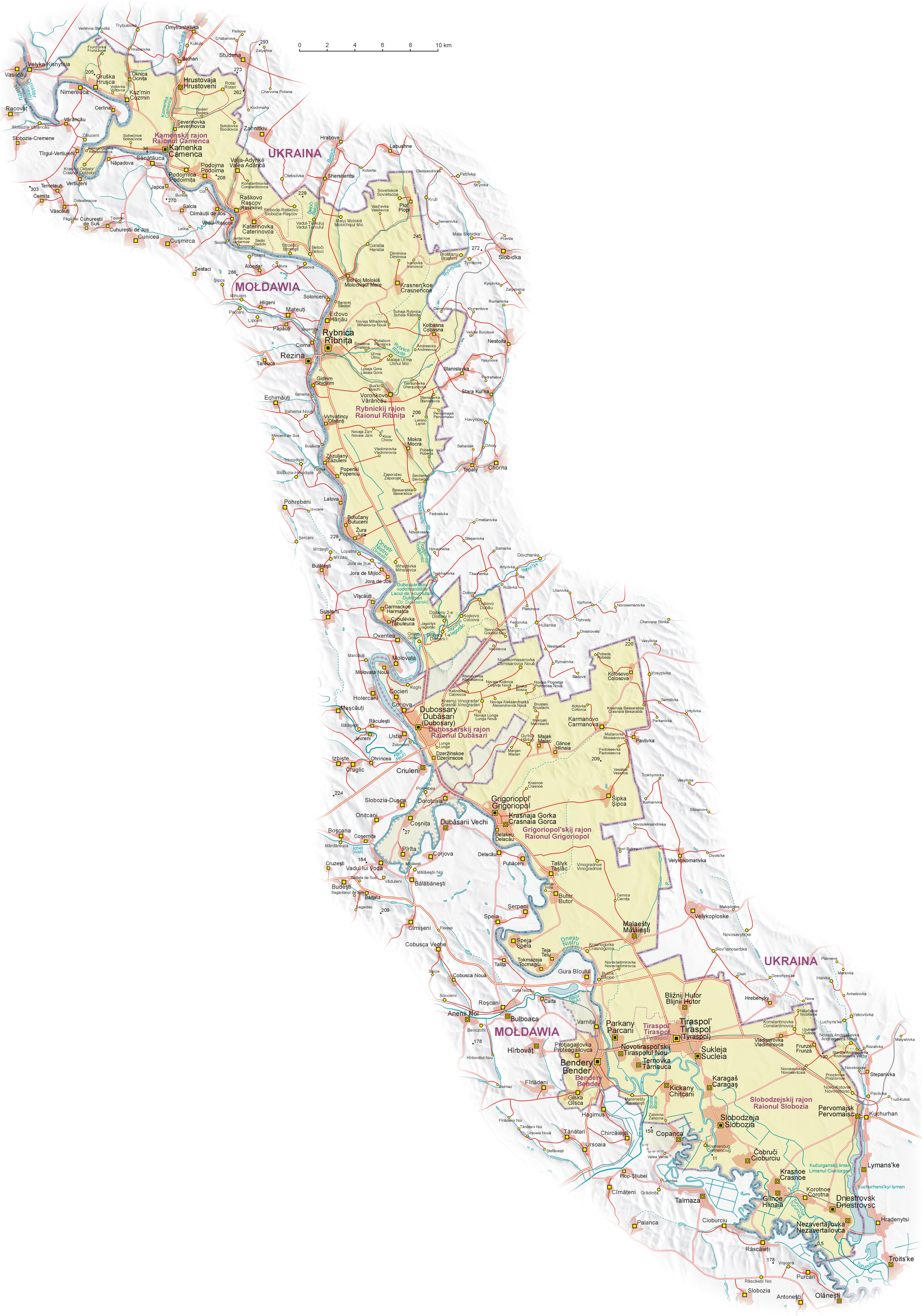
Mapa Naddniestrza

Naddniestrze (oficjalnie Naddniestrzańska Republika Mołdawska, także: Mołdawska Republika Naddniestrza) – de iure region autonomiczny we wschodniej Mołdawii, de facto państwo nieuznawane ze stolicą w Tyraspolu, obejmujące tereny położone na lewym brzegu Dniestru oraz prawobrzeżne miasto Bendery (Tighina). Jest to pas ziemi o długości około 200 km i średniej szerokości około 12–15 km (najmniejsza szerokość 6 km, największa 38 km).
Terytorium jednostronnie oderwało się od Mołdawii 2 września 1990, deklarując pozostanie w składzie Związku Radzieckiego, podczas gdy Mołdawia wystąpiła z niego 23 czerwca tego roku. Niepodległość ogłosiło 5 grudnia 1990 roku. Jest uznawane wyłącznie przez Abchazję i Osetię Południową, które same nie są uznawane za osobne państwa przez większość świata. Na arenie międzynarodowej Naddniestrze jest traktowane jako region autonomiczny Mołdawii, jej integralna część.
Flaga Naddniestrza pozbawiona była symboliki radzieckiej, od 2000 roku używa się jednak flagi z sierpem i młotem, jak za czasów Mołdawskiej SRR.
W 2017 roku zdecydowano o zrównaniu flagi rosyjskiej z dotychczasowymi symbolami Naddniestrza, co oznacza wywieszenie jej na wszystkich urzędach oraz używanie w trakcie oficjalnych uroczystości.

## Status na arenie międzynarodowej
2 września 1990 roku Naddniestrze ogłosiło deklarację niepodległości jako Naddniestrzańska Republika Mołdawska (Pridniestrowskaja Mołdawskaja Riespublika – PMR) ze stolicą w Tyraspolu. Suwerenność regionu nie jest uznawana na arenie międzynarodowej poza separatystycznymi republikami Abchazji i Osetii Południowej; obszar jest traktowany jako część Republiki Mołdawii.
Do utworzenia separatystycznego rządu Naddniestrza zarówno politycznie, jak i militarnie przyczyniły się władze rosyjskie. PMR od początku lat 90. XX wieku pozostawała pod decydującym wpływem Rosji, a jej istnienie w pełni zależało od rosyjskiego wsparcia militarnego, gospodarczego i finansowego. Stacjonująca tu 14 Armia rosyjska stała się stroną konfliktu mołdawsko-naddniestrzańskiego. Mimo podpisania stosownego traktatu w Stambule w 1999 roku Rosja dotąd nie wycofała swoich sił zbrojnych z terenów Naddniestrza, traktując je jako bazę dla swojego sprzętu wojskowego. Garnizony miały zostać zlikwidowane do 2003 roku, jednak w czerwcu 2006 rosyjski minister obrony Siergiej Iwanow zapowiedział, że rosyjska armia nie opuści republiki, dopóki w tym regionie „nie zapanuje spokój”. Została ona jedynie zredukowana do około 1800 osób, ale nawet taka liczba żołnierzy zapewnia istnienie niezależnej państwowości Naddniestrza.
Również w czerwcu 2006 roku prezydent Naddniestrza Igor Smirnow zapowiedział zorganizowanie referendum w sprawie niepodległości. Odbyło się ono 17 września 2006. W referendum wzięło udział 78,6% uprawnionych do głosowania, z czego 97,2% opowiedziało się za dążeniem do niepodległości Naddniestrza. Przeciw było 1,9% głosujących. Zarówno Stany Zjednoczone, jak i OBWE oraz UE nie uznały ważności referendum.
W styczniu 2011 roku Organizacja Bezpieczeństwa i Współpracy w Europie rozpoczęła sondowanie stron w sprawie rozpoczęcia wielostronnych rozmów pokojowych w formule 3+2 (OBWE, Rosja, Ukraina i jako obserwatorzy Unia Europejska i Stany Zjednoczone).

## Ustrój polityczny
Formalnie w Republice Naddniestrzańskiej funkcjonuje system wielopartyjny z jednoizbowym parlamentem reprezentującym społeczeństwo (Rada Najwyższa Naddniestrza). Prezydent jest wybierany w głosowaniu powszechnym. Ostatnie wybory parlamentarne odbyły się w listopadzie 2020 roku. Nie były monitorowane przez żadną organizację międzynarodową ani uznane za ważne przez inne państwa. Podczas kampanii wywierano naciski na kandydatów, by ci unikali wszelkich kłótni i nieporozumień. Zachowanie takie miało pokazać jedność sceny politycznej Naddniestrza, a zarazem wytrącić Republice Mołdawii z ręki argumenty ewentualnej krytyki.
Częstą praktyką w Naddniestrzu są aresztowania ze względów politycznych. Wiążą się one najczęściej z publicznym przedstawianiem prorumuńskich lub promołdawskich poglądów. Słynnym przykładem jest werdykt wydany na Ilie Ilașcu, który w czasie wojny mołdawsko-naddniestrzańskiej był dowódcą mołdawskiej 4-osobowej grupy sabotażowej, działającej na terenie Naddniestrza (tak zwanej Grupy Ilașcu), którą aresztowano na lewym brzegu Dniestru w 1993 roku. Ilie Ilașcu na podstawie sfabrykowanych dowodów dostał cztery wyroki śmierci: za terroryzm, za dywersję, za dwa zabójstwa (których mu nie udowodniono) i za „szpiegostwo przeciwko władzy radzieckiej”, które w 1995 roku zamieniono na dożywotnią karę pozbawienia wolności. Dopiero w efekcie nacisków ze strony państw europejskich ostatecznie pozwolono mu w 2001 roku wyjechać do Mołdawii. Obecnie Ilașcu jest politykiem partii România Mare – senatorem w parlamencie Rumunii.
Prawa obywatelskie łamane są także w innych dziedzinach, m.in. ograniczana jest możliwość nauczania i stosowania alfabetu łacińskiego.

## Podział administracyjny

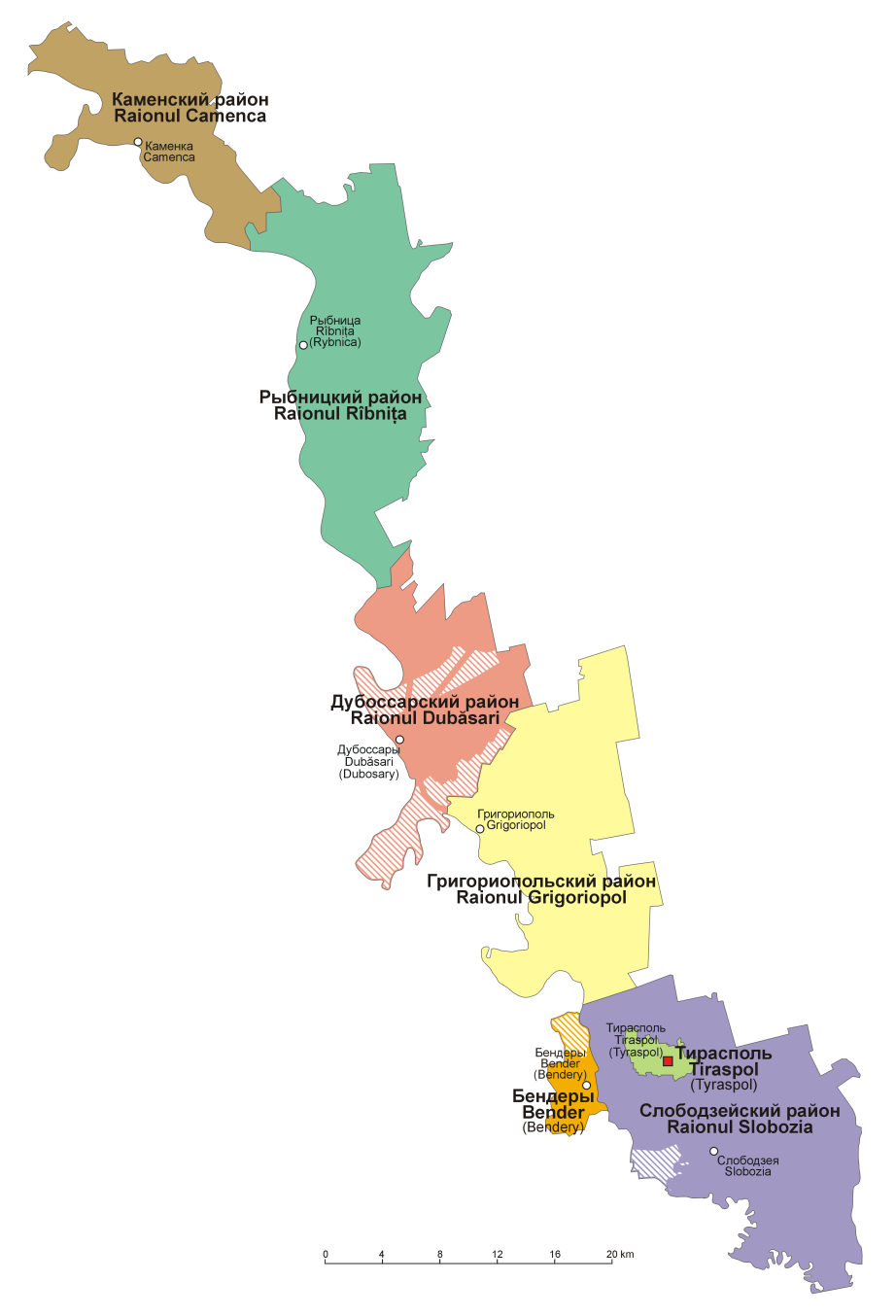
Mapa administracyjna Naddniestrza

Naddniestrze jest podzielone na 7 rejonów (w tym dwa miejskie):
1. Rejon Kamionka
2. Rejon Dubosary
3. Rejon Grigoriopol
4. Rejon Rybnica
5. Rejon Slobozia
6. Bendery (miasto na prawach rejonu)
7. Tyraspol (miasto na prawach rejonu).

## Historia

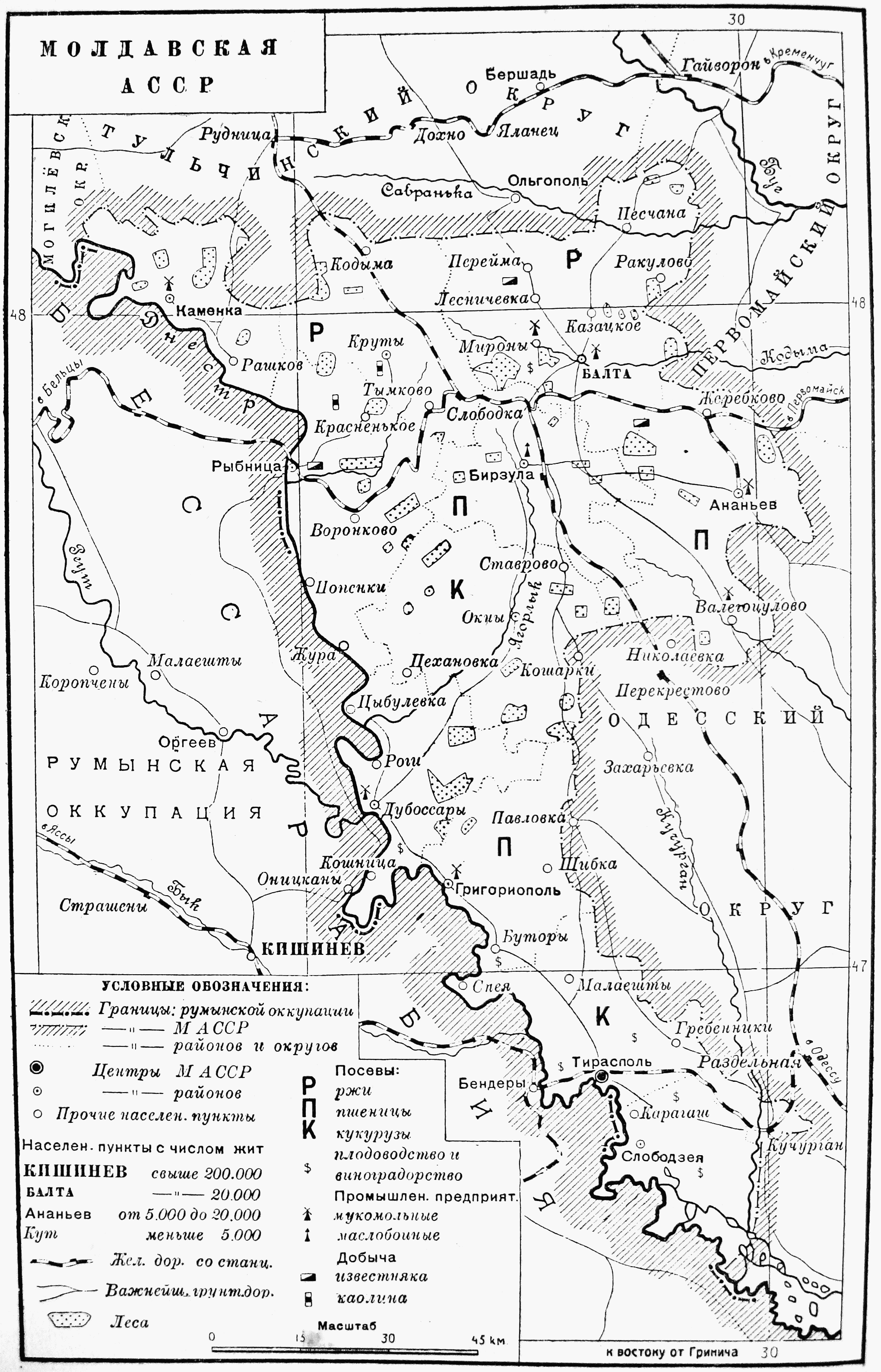
Mołdawska ASRR (Naddniestrze) w latach 1924–1940

Naddniestrze pod okupacją rumuńską (1941-1944)

### Do XIX wieku
Obszary dzisiejszego Naddniestrza stanowiły w okresie od IX do XII wieku część Rusi. W wyniku rozbicia dzielnicowego państwa ruskiego Naddniestrze znalazło się częściowo w strefie wpływów Rusi Halickiej i Halicko-Wołyńskiej. Wkrótce po tym terytoria naddniestrzańskie znalazły się pod panowaniem Pieczyngów i jeszcze później Złotej Ordy.
Od XIII wieku do Naddniestrza zaczęły napływać na większą skalę fale ludności wołoskiej, posługującej się językiem z grupy wschodnioromańskiej. Wołosi po zasymilowaniu się z napotkaną w Mołdawii i Naddniestrzu ludnością (głównie ruską) dali początek narodowi mołdawskiemu. Powstałe w drugiej połowie XIV wieku Hospodarstwo Mołdawskie obejmowało swym zasięgiem także część terytoriów dzisiejszego Naddniestrza, m.in. miasto Tighinę oraz niektóre obszary na lewym brzegu Dniestru np. miejscowość Mohylów.
W XV wieku część Naddniestrza znalazła się w granicach Wielkiego Księstwa Litewskiego, część pozostawała w rękach hospodarów mołdawskich. Nieco później większa część litewskiego Naddniestrza została wcielona do osmańskiej prowincji o nazwie Jedysan. Część litewska, m.in. z miejscowościami Bałta, Rybnica, Raszków, Jahorlik znalazła się w 1569 roku w granicach Rzeczypospolitej Obojga Narodów. W wyniku II rozbioru Rzeczypospolitej (1793) i zwycięskich wojen Rosjan z Turkami całe Naddniestrze znalazło się na obszarze Cesarstwa Rosyjskiego.

### Od XIX wieku do 1940 roku
Przez cały XIX wiek Naddniestrze wraz z głównymi miastami: Bałtą, Benderami (Tighiną) i Tyraspolem stanowiło część Cesarstwa Rosyjskiego (guberni podolskiej i odeskiej). Raz po raz do tych terenów pretensje zgłaszała Rumunia, nigdy nie zostały one jednak – nawet po I wojnie światowej – bezpośrednio włączone w skład państwa Hohenzollernów. Wyjątek stanowiło miasto Tighina (Bendery), które po 1918 roku weszło w skład państwa rumuńskiego. Prawie całe zaś Naddniestrze stało się po 1917 roku częścią URL, po 1922 roku zaś przyłączono je wraz z całą Ukrainą do Związku Radzieckiego. W 1924 r. Rady Najwyższe USRR i ZSRR zdecydowały o utworzeniu na terenie Ukraińskiej SRR – Mołdawskiej Autonomicznej Socjalistycznej Republiki Radzieckiej – autonomicznej republiki mołdawskiej, mającej być – w zamyśle Józefa Stalina – „odskocznią” do zaanektowania terenów położonych po prawej stronie Dniestru, których włączenia do Rumunii ZSRR nigdy oficjalnie nie uznał. Dodatkowym powodem była prowadzona przez rumuńskie władze planowa rumunizacja Besarabii. Urzędowymi językami na terenie Mołdawskiej ASRR stały się rosyjski, ukraiński oraz mołdawski (sztucznie reaktywowana nazwa języka, który od XVIII w. był utożsamiany z rumuńskim; mołdawski był zapisywany w ZSRR cyrlicą). Stolicę MASRR ulokowano w Bałcie (do czasu rozbiorów należącej do Rzeczypospolitej Obojga Narodów), po 1929 r. przeniesiono ją jednak do największego gospodarczego ośrodka republiki i jednocześnie „słuszniejszego ideologicznie” Tyraspola, gdzie pozostała do 1940 r.

### II wojna światowa
W wyniku paktu Ribbentrop-Mołotow, wschodnia część Rumunii znalazła się w strefie wpływów sowieckich. Stalin nie czekał długo na „skonsumowanie” umowy, żądając w maju 1940 r. od Rumunów odstąpienia terenów między Dniestrem a Prutem. Pozbawiona oparcia w sojusznikach z Berlina, od zachodu zagrożona roszczeniami węgierskimi, Rumunia przystała na układ, w którym zrzekała się wschodniej Mołdawii na rzecz ZSRR.
Z terenów odstąpionych, tzw. Besarabii (z wyjątkiem żup: białogrodzkiej, izmailskiej i chocimskiej oraz wschodniej części MASRR) utworzono Mołdawską Socjalistyczną Republikę Radziecką (MSRR) ze stolicą w Kiszyniowie. Miasteczko Bałtę i okoliczne tereny włączono z powrotem do Ukrainy, tym razem jako jej bezpośrednią część.
Nowa sytuacja geopolityczna nie trwała długo, gdyż już w 1941 r. Niemcy wraz z sojusznikami napadły na Związek Radziecki i Rumuni uzyskali możliwość powetowania sobie wcześniejszych strat terytorialnych na rzecz Węgier i ZSRR. Do Wielkiej Rumunii (rum. România Mare) przyłączono wówczas nie tylko tereny stracone w 1940 r., ale również obszar między Dniestrem a Bohem (z Bałtą, Odessą i Winnicą), nazwany przez rumuńskich urzędników Transnistria, co oznacza „Zadniestrze”.
W 1944 r., po wkroczeniu Armii Czerwonej na Bałkany, przywrócono stan terytorialny sprzed 1941 roku (zaanektowane w 1940 przez ZSRR terytorium Rumunii nie zostało jej zwrócone).

### Okres powojenny
Aż do 1989 r. Naddniestrze było integralną częścią Mołdawskiej SRR. Zaniepokojenie Naddniestrzan pojawiło się w latach 1989–1990, a wywoływały je forsowany przez Front Ludowy Mołdawii plan zjednoczenia z Rumunią oraz próba wprowadzenia języka mołdawskiego (rumuńskiego) jako jedynego języka urzędowego. Do tej pory język rosyjski pełnił w Mołdawii rolę języka ponadnarodowego, który umożliwiał sprawne funkcjonowanie wieloetnicznej republiki (posługiwali się nim Mołdawianie, Rosjanie, Ukraińcy, Gagauzi, Bułgarzy i inni).

### Secesja

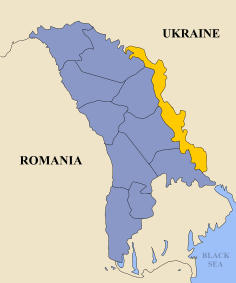
Mapa pokazująca położenie Naddniestrza

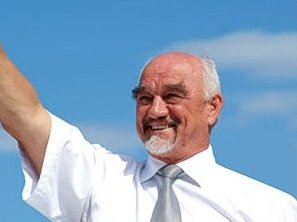
Igor Smirnow, pierwszy prezydent Naddniestrza

Po rozpadzie ZSRR i wprowadzeniu mołdawskiego jako jedynego języka urzędowego, zaczęły się odzywać głosy wołające o autonomię nie tylko dla zamieszkanego w znacznej mierze przez Rosjan i Ukraińców Naddniestrza, ale i dla obszarów zamieszkanych przez mniej licznych Gagauzów na południu kraju.
W grudniu 1991 roku mołdawski prezydent Mircea Snegur rozpoczął akcję zbrojną mającą na celu odzyskanie kontroli nad zbuntowaną prowincją. W Naddniestrzu wybuchł konflikt zbrojny. Stacjonująca tu rosyjska 14. Armia wpierw nie reagowała, jednakże po pół roku działań wojennych jej nowy dowódca Aleksandr Lebied´ zdecydował się na zbrojne rozwiązanie konfliktu, wkraczając pod pozorem sił rozjemczych i zwyciężając wojska mołdawskie. 4 lipca 1992 r. na konferencji prasowej, Aleksandr Lebied´ ogłosił koniec konfliktu zbrojnego między Naddniestrzem i Republiką Mołdawii. 9 lipca w Helsinkach prezydenci Rosji, Mołdawii i wspierającej ją Rumunii podpisali porozumienie o przerwaniu ognia.
Referendum z 1993 roku, w którym ponad 90% obywateli Mołdawii wypowiedziało się za utrzymaniem niepodległości, nie przekonało władz Naddniestrza do powrotu pod zwierzchność Kiszyniowa. Sytuacji nie zmieniły również co i raz składane obietnice wprowadzenia autonomii w regionie. Od 1991 roku Naddniestrzańska Republika Mołdawska jest zatem w rzeczywistości niezależnym państwem, nieuznawanym jednak na arenie międzynarodowej.

### Perspektywy
Pojawiające się w latach 90. XX wieku w Rosji i na Białorusi głosy zachęcające do międzynarodowego uznania Naddniestrza nie spotkały się z odzewem tamtejszych elit, co tłumaczono możliwością utraty politycznego oddziaływania na Mołdawię w takim przypadku oraz możliwością połączenia się tej ostatniej z Rumunią, co dla odbudowującej swe wpływy w regionie Rosji byłoby ewentualnością wysoce niekorzystną (patrz: rumuńska aplikacja o członkostwo w NATO i UE).
Na początku XXI wieku prezydent Władimir Putin osobiście wystąpił z propozycją połączenia Republiki Mołdawii z Rumunią, a Naddniestrzańskiej Republiki Mołdawskiej z Federacją Rosyjską. Projekt ten nie doczekał się realizacji z powodu niechęci Mołdawian oraz części polityków rumuńskich. Od samego pojawienia się plan ten był uważany za narzędzie nacisków na Kiszyniów.
Niepodległość Naddniestrza była możliwa dzięki nieformalnemu poparciu Rosji (finansowemu oraz wojskowemu – stacjonuje tam część rosyjskiej 14. Armii), Ukrainy i Białorusi. W 2006 roku odbyło się referendum w sprawie niepodległości Naddniestrza. 97,2% mieszkańców opowiedziało się w nim za niezależnością od władz w Kiszyniowie. Społeczność międzynarodowa nie uznała tych wyników.
18 marca 2014 roku po tym, jak samozwańcza, nieuznawana międzynarodowo Republika Krymu zdecydowała o wstąpieniu do Federacji Rosyjskiej, parlament Naddniestrza zwrócił się z taką samą prośbą do parlamentu rosyjskiego.
Latem 2015 roku Mołdawia i Ukraina uszczelniły granice z Naddniestrzem i zaczęły dążyć do ukrócenia przemytu, który jest głównym źródłem dochodów naddniestrzańskich elit. W tym okresie Mołdawia zamknęła także granice dla samochodów na naddniestrzańskich tablicach rejestracyjnych, powołując się na zapisy konwencji wiedeńskiej, która zakazuje ruchu samochodów osobowych z rejestracjami terytoriów nieuznawanych. Ukraina zapowiedziała także wybudowanie muru na granicy z Naddniestrzem, który dodatkowo ma chronić ten kraj przed ewentualną rosyjską agresją z tego kierunku. Uszczelnienie granic w połączeniu z pogorszeniem sytuacji finansowej Rosji spowodowało kryzys w Naddniestrzu, objawiający się m.in. ograniczeniami w wypłacie świadczeń socjalnych.

## Demografia

### Ludność i grupy etniczne
Główne oficjalne dane demograficzne dotyczące Nadniestrza pochodzą z trzech spisów ludności. Pierwszy z nich przeprowadzono w 1989 roku, jeszcze w czasach ZSRR, i wykazał, że tereny dzisiejszego Nadniestrza zamieszkiwało około 740 tysięcy osób. Kolejne spisy ludności zorganizowały władze separatystycznego regionu w latach 2004 i 2015. W 2004 roku liczba mieszkańców spadła do około 555 tysięcy, a w 2015 wyniosła już jedynie około 475 tysięcy.
Do lat 60. XX wieku Mołdawianie stanowili większość społeczeństwa Naddniestrza. Represje językowe i narodowościowe, połączone z przesiedleniami w głąb ZSRR oraz proces industrializacji i imigracja z ZSRR zmniejszyły ich liczbę w stosunku do Rosjan i Ukraińców. Trend ten nie uległ zmianie po upadku bloku sowieckiego na początku lat 90. W 1989 roku Mołdawianie stanowili 40% społeczeństwa, a w 2004 już tylko 32%. Mimo to nadal są oni najliczniejszą grupą etniczną.
Etniczny skład ludności Naddniestrza:
| Narodowość       | 1989    | 2004    | 2015    |
| ---------------- | ------- | ------- | ------- |
| Mołdawianie      | 40%     | 32%     | 29%     |
| Rosjanie         | 24%     | 30%     | 29%     |
| Ukraińcy         | 28%     | 29%     | 23%     |
| Inne narodowości | 8%      | 9%      | 19%     |
| Ludność łącznie  | 740 000 | 555 500 | 475 000 |

### Język
Językami urzędowymi są: mołdawski (jest to regionalna odmiana języka rumuńskiego, zapisywana tu cyrylicą), rosyjski i ukraiński. Rosyjski służy jako język administracji rządowej i de facto lingua franca.

### Wyznania
Wedle statystyk, 91% mieszkańców Naddniestrza przynależy do Cerkwi prawosławnej, a 4% do Kościoła katolickiego. Katolicy to głównie mieszkańcy północy kraju, którą zamieszkuje polska mniejszość.

## Gospodarka

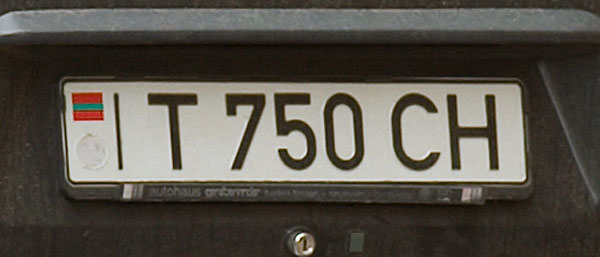
Rejestracja samochodowa Naddniestrza. Zamiast kodu kraju jest nalepka holograficzna

W czasach ZSRR w rejonie Naddniestrza prowadzony był zintensyfikowany proces industrializacji. W efekcie w 1990 roku Naddniestrze zamieszkane przez zaledwie 17% populacji Mołdawii produkowało 40% PKB i 90% elektryczności kraju.
Aktualna wartość PKB (2005) wynosi około 420 mln dolarów, natomiast PKB per capita obliczane w oparciu o kurs wymiany waluty wynosi w przybliżeniu 662 dolary. Zgodnie z tymi danymi Naddniestrze jest nieznacznie biedniejsze od Mołdawii. Tym samym to prawdopodobnie najbiedniejszy region Europy.
Choć według spisu powszechnego z 2004 roku kraj zamieszkiwało 555 tys. osób, szacuje się, że w rzeczywistości w Naddniestrzu przebywało jedynie około 375 tys. spośród nich. Reszta pracuje, a często także na stałe mieszka za granicą. Proces masowej emigracji nasilił się w efekcie kryzysu gospodarczego lat 90. Podstawowym utrudnieniem, na jakie napotykają osoby pragnące opuścić kraj jest brak paszportów uznawanych w państwach europejskich. Stare dokumenty wydawane jeszcze w czasach ZSRR pozwalają jedynie na podróż do Rosji i na Białoruś. By wyjechać do innego kraju, obywatele muszą się zaopatrzyć w dokumenty mołdawskie, rosyjskie lub ukraińskie.
W Naddniestrzu istnieją liczne fabryki, jednak znaczna część z nich funkcjonuje w oparciu o przestarzałą technologię radziecką. Najważniejsze zakłady przemysłowe to fabryka uzbrojenia w Benderach i stalownia w Rybnicy. Drugi z wymienionych przynosi około 50% dochodów republiki i jest głównym pracodawcą w mieście. Warte wspomnienia są również gorzelnia „Kvint” w Tyraspolu, znana z produkcji mocnych alkoholi, oraz konsorcjum Sheriff, kontrolujące m.in. sieć supermarketów i stacji benzynowych.

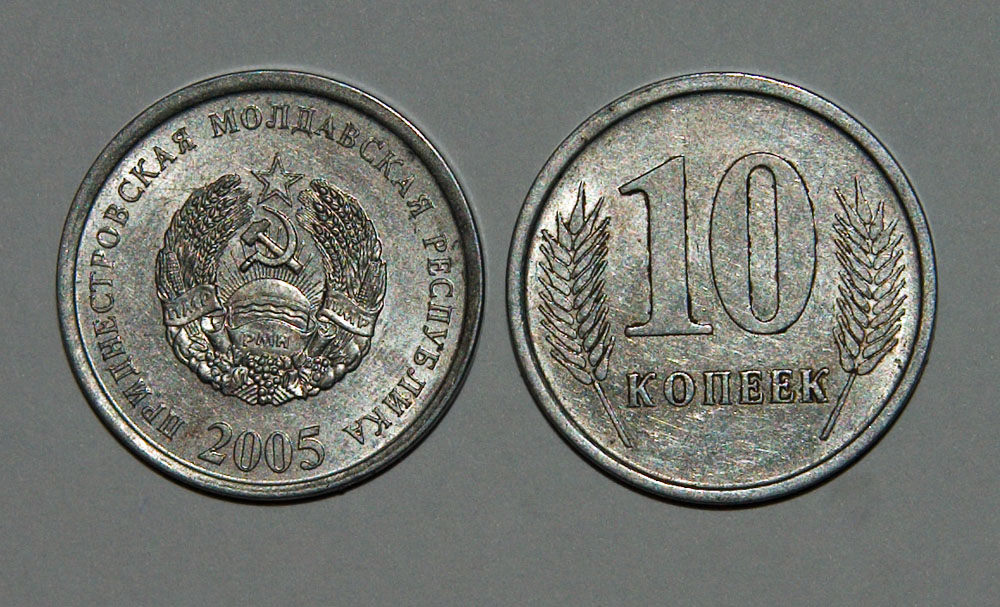
10 kopiejek wybite w Polsce, aluminium, średnica 20 mm

Waluta Naddniestrza, rubel naddniestrzański, nie jest wymienialna w żadnym państwie.
8 milionów rubli naddniestrzańskich wybito w r. 2004 w polskiej Mennicy Państwowej (po zmianie nazwy w 2005 – Mennica Polska). Doszło na tym tle do dyplomatycznych nieporozumień pomiędzy Polską, Ukrainą i Mołdawią, bowiem Republika Naddniestrzańska nie jest państwem uznawanym na świecie. Przedstawiciele mennicy twierdzili, że zamówiono u nich wyprodukowanie żetonów, a nie środków płatniczych, i że jest to przedsięwzięcie czysto komercyjne.

## Przestępczość
Według Unii Europejskiej, władz Mołdawii i licznych organizacji pozarządowych, Naddniestrze jest rajem dla przemytników pośredniczących w nielegalnym handlu przez granice z Ukrainą i Mołdawią. Władze Republiki Naddniestrzańskiej zaprzeczyły licznym oskarżeniom, po czym same zaatakowały mołdawskich policjantów, twierdząc, że uczestniczą oni w procederze przemytu narkotyków. Pod tym zarzutem w maju 2006 roku aresztowano na terenie PMR oficera policji mołdawskiej. Rząd Ukrainy, wielokrotnie oskarżany o przymykanie oka na sytuację panującą na granicy z Naddniestrzem, podjął ostatnio kroki mające na celu ograniczenie przemytu. Utworzono nowe punkty celne, a także wprowadzono zasadę, zgodnie z którą towary wwożone na Ukrainę muszą wpierw zostać zatwierdzone przez władze Mołdawii.
Analitycy zwracają także uwagę na rolę Naddniestrza w nielegalnym handlu bronią. Gigantyczne składy poradzieckiej broni, pozostawione przez wycofujące się wojska rosyjskie, mogą z dużą łatwością zasilić czarny rynek za pośrednictwem separatystycznego rządu. Sygnał do niepokoju stanowi np. niewyjaśnione zaginięcie wyrzutni pocisków ziemia–powietrze z jednego z magazynów wojskowych.
De facto jest to dyskusyjne (zwłaszcza w kwestii skali). Sam magazyn broni radzieckiej w Kołbasnej (pod obserwacją OBWE z racji planowanej likwidacji od czasu rozpadu ZSRR) jest prawdopodobnie jednym z nielicznych magazynów poradzieckich, które istnieją i mają realne znaczenie. Po upadku ZSRR inne magazyny broni radzieckiej, w wielu wypadkach po przeprowadzeniu inwentaryzacji przez nowe republiki, a nawet te w Rosji, miały nawet mniej niż 1/3 stanu odnotowanego w dokumentach ZSRR. Prawdopodobnie wynika to z faktu, że magazyn broni jest gwarantem i zapasem na wypadek próby restytucji władzy Mołdawii nad tym terenem. Oskarżenia o nielegalny handel bronią dotyczą raczej produkcji broni w istniejącej fabryce oraz polityki Naddniestrza, odmiennej od polityki Unii Europejskiej i władz Mołdawii. Stanowisko władz Naddniestrza oznacza prawdopodobnie ciche przyzwolenie na handel z gangami czy organizacjami przeciwnymi władzom Mołdawii.